# Vasikkasaari (ö i Finland, Kajanaland, Kehys-Kainuu, lat 65,12, long 28,10)
Vasikkasaari är en ö i Finland. Den ligger i sjön Suolijärvi och i kommunen Puolango i den ekonomiska regionen  Kehys-Kainuu  och landskapet Kajanaland, i den centrala delen av landet, 600 km norr om huvudstaden Helsingfors. Öns area är 2,7 hektar och dess största längd är 290 meter i nord-sydlig riktning.